# José Berruezo Silvente
José Berruezo Silvente (Mazarrón, Múrcia; 13 de juny de 1895 - Ais de Provença, 7 d'agost de 1990) va ser un polític llibertari espanyol, militant de la CNT, regidor i alcalde de Santa Coloma de Gramenet. Després del final de la Guerra Civil Espanyola va marxar exiliat a França on va continuar amb la seva militància política.

## Biografia

### Primers anys

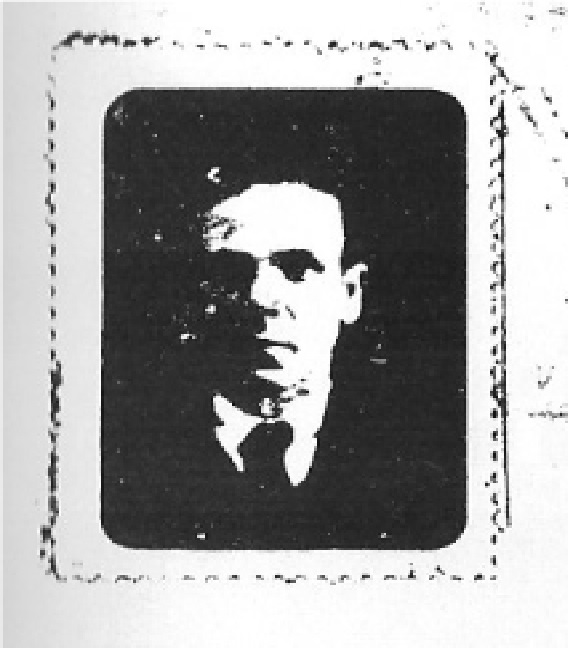

Amb catorze anys distribuïa manifestos als miners, convidant-los a assistir a reunions al Centre Obrer. El 1914 va sofrir la seva primera detenció, acusat de realitzar pintades a favor de Ferrer Guardia i de l'anarquia. Entre 1916 i 1919 va realitzar el servei militar en Melilla. Ja llicenciat, va embarcar cap a Barcelona. En no trobar un treball acceptable, va marxar cap a Camarasa (Lleida), on l'empresa La Canadenca estava construint una presa. Un dia va ser sorprès per un capità de la Guàrdia Civil llegint Entre naranjos de Blasco Ibáñez, la qual cosa va despertar el recel de l'oficial. Fou advertit de la seva imminent detenció i va decidir fugir a França, instal·lant-se temporalment a Marsella. Poc després va tornar a Espanya, i, després de viure momentàniament a Badalona, en els primers mesos de 1920 es va traslladar a Santa Coloma de Gramenet, on fixaria la seva residència durant les dues següents dècades.
El juliol del 1923 es crea a Sta. Coloma el Sindicat Únic de Treballadors, adherit a la CNT, i a Berruezo se li assigna el càrrec de secretari. Amb la implantació de la dictadura de Primo de Rivera, el sindicat és clausurat. El 1924, ingressa en l'Ateneu Instructiu Colomenc i n'és nomenat secretari. El 1930, la Junta de l'Ateneu el designa com a corresponsal a Santa Coloma del diari republicà El Diluvio. Anys després, també col·laborarà a Solidaridad Obrera, òrgan d'expressió de la CNT catalana, amb el pseudònim de "Clarín".

### República i guerra civil
Després de l'adveniment de la República va ser reobert el Sindicat i creada la Casa del Poble, de la qual se'l va nomenar president. El 1932, va ser acomiadat del treball arbitràriament, en resposta a una vaga que es va donar en el seu centre de treball. Llavors se li ofereix fer-se càrrec de l'escola de l'Ateneu de Cultura Social de Sant Adrià del Besòs, on podien aprendre les matèries bàsiques els fills dels treballadors que rebutjaven l'escola estatal i la religiosa. Aquesta escola va estar inspirada en els principis de l'Escola Moderna de Ferrer Guardia.

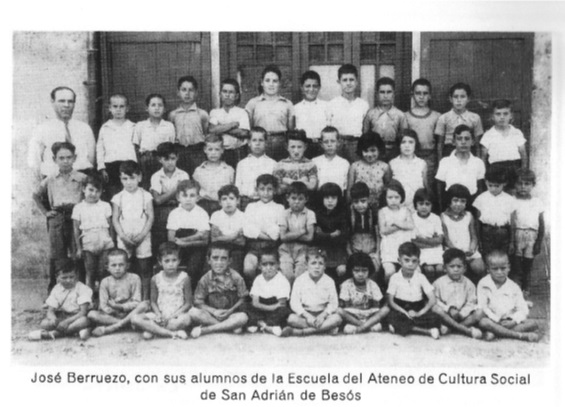

José Berruezo va sofrir diverses detencions, passant breus estades a la presó. La més greu va ser al juny de 1935, quan es va generalitzar la detenció de militants cenetistes en relació als fets esdevinguts l'octubre de l'any anterior. Va ser traslladat a València on va coincidir amb Durruti i Ascaso. Després d'uns mesos d'empresonament, va ser posat en llibertat sense que es presentessin càrrecs contra ell.
Arran del cop militar del 18 de juliol de 1936, es crea en Santa Coloma un Comitè Antifeixista, i a la fi d'any es constitueix un nou ajuntament amb membres d'aquest comitè. Celestí Boada i Salvador (ERC) va ser nomenat alcalde, i Berruezo va ocupar el càrrec de Governació, Higiene i Sanitat. L'abril del 1937 va ser designat per a ocupar el lloc d'alcalde provisional durant les setmanes que Boada va estar absent pel seu viatge a Rússia. En els primers mesos de 1938, la cinquena de Boada va ser mobilitzada i va haver de deixar l'alcaldia, per la qual cosa la federació local de la CNT va proposar a Berruezo com a alcalde, càrrec que va ocupar fins al 26 de gener de 1939, data en què va marxar cap a l'exili. L'endemà entraven en Santa Coloma les tropes franquistes. Berruezo, en el seu camí cap a França, es va trobar amb Boada a Girona i va intentar convèncer-li que no tornés a Santa Coloma, perquè temia per la seva vida, però Boada no va seguir el seu consell.

### Exili
Va estar reclòs en el camp de concentració de Bram, d'on va sortir el 9 de desembre de 1939 per a dirigir-se a Chalvinhac, a fi de col·laborar en la construcció d'un embassament (el Barrage de l'Aigle), obra realitzada majoritàriament per mà d'obra espanyola procedent de diferents camps de concentració. Va ser en aquell entorn on es van començar a reorganitzar les bases militants de la CNT per a un ressorgiment en l'exili d'aquesta central sindical. Tot havia de fer-se en la més absoluta reserva i clandestinitat per a evitar que la Gestapo en tingués coneixement. Una primera reunió es va celebrar en el llogaret d'Aynes, a l'octubre de 1941, creant-se una Comissió Local. El 6 de juny de 1943 es va celebrar a Mauriac un ple clandestí, del qual va sorgir el Moviment Llibertari Espanyol (MLE) en l'exili. Arran d'aquesta reunió, Berruezo va ser nomenat secretari de la comissió de relacions. Per motiu del seu càrrec, va estar present en tots els plens i nombroses reunions que es van celebrar per aquells anys, i que van suposar el fiançament de la lluita sindical en l'exili, donant compte de tot això en la seva obra Contribución a la historia de la CNT de España en el exilio (1967).

### Últims anys
Després de la mort de Franco va tornar a Catalunya, visitant de nou Santa Coloma de Gramenet, una ciutat que havia canviat moltíssim des que ell l'hagués d'abandonar. El va sorprendre desagradablement l'abundància de bars i tavernes enfront de la gairebé nul·la existència de centres culturals. Aconsejado por algunos conocidos escribió su obra Por el sendero de mis recuerdos. Veinte años de militancia libertaria en Santa Coloma de Gramanet (1920-1939).
José Berruezo Silvente va morir el 7 d'agost de 1990 a l'hospital d'Ais (França), on estava ingressat a causa d'una hèrnia i bastant deprimit després de la mort, un parell d'anys enrere, del seu fill Ginés i de la seva companya Magdalena. El seu arxiu personal es troba dipositat en l'International Institute of Social History (IISH) d'Amsterdam. L'octubre de 1998 el «Grupo de Estudios Históricos Gramenet del Besòs», creat el 1994 per Carles Capdevila, José Manuel Márquez, Vidal Bueno, Agustín Iglesias i Juan José Gallardo, va canviar el seu nom pel de «Grupo de Historia José Berruezo» per reivindicar la seva figura.